# Albrycht Władysław Radziwiłł
Albrycht Władysław Radziwiłł herbu Trąby (ur. 16 czerwca 1589 w Nieświeżu, zm. 20 lipca 1636 w Czernawczycach) – książę Świętego Cesarstwa Rzymskiego Narodu Niemieckiego, kasztelan wileński od 1633 i trocki od 1626, krajczy wielki litewski od 1622, stolnik wielki litewski od 1620, starosta ryski w 1615 roku.
Syn Mikołaja Krzysztofa zwanego Sierotką i Elżbiety Eufemii z Wiśniowieckich. Brat Aleksandra Ludwika, Zygmunta Karola i Jana Jerzego.
Edukację otrzymał w kolegiach jezuickich, najpierw w Braniewie, a potem w Augsburgu. W latach 1606–1607 pod opieką Marcina Żagiela podróżował po Włoszech. Po powrocie do kraju wziął udział w wojnie ze Szwecją i Rosją. W 1620 roku został stolnikiem litewskim i ordynatem nieświeskim, a w 1622 roku krajczym wielkim litewskim. W 1626 roku otrzymał kasztelanię trocką oraz starostwo ryskie i szerszewskie, a w 1633 roku został mianowany kasztelanem wileńskim.
Szydłowiec Albrycht Władysław objął w posiadanie wskutek działu z braćmi, przeprowadzonego 6 marca 1616 r., kiedy to jego starszy brat Jan Jerzy zrzekł się tytułu hrabiego szydłowieckiego. Z osobą Albrechta wiążą się ostatnie większe prace budowlane, jakie wykonane zostały wykonane na szydłowieckim zamku, prawdopodobnie w ramach przygotowań do ślubu z Anną Sapieżanką, córką kanclerza wielkiego litewskiego Lwa Sapiehy. Uroczystość zaślubin odbyła się w 1618 roku (kolejny, i jednocześnie ostatni, ślub radziwiłłowski w zamkowej kaplicy miał miejsce dopiero po ok. 150 latach kiedy to M. Radziwiłł poślubił Marię z Gawdzickich).
Był elektorem Władysława IV Wazy z województwa trockiego w 1632 roku.
Poseł powiatu nowogródzkiego na sejm zwyczajny 1613 roku, sejm 1615 roku.